# Cupido slaccia la cintura di Venere
Cupido slaccia la cintura di Venere (Cupid Untying the Zone of Venus) è un dipinto di Joshua Reynolds realizzato nel 1784 e conservato alla Tate Britain di Londra.

## Descrizione
Il dipinto mostra la dea Venere, rappresentata come una giovane ragazza dai capelli neri, sdraiata sul letto parzialmente svestita, con il seno in vista e con la mano destra che copre parzialmente il viso. Cupido è intento a slacciare la cintura che la dea indossa. Venere ha le fattezze di Emma Hamilton, musa e modella di Reynolds.

## Storia
La prima versione dell'opera fu esposta nel 1784 e acquistata dalla Tate Gallery nel 1871. Una seconda copia del 1785 realizzata per la nipote di Reynolds, la marchesa di Thomond, fu acquistata all'asta nel maggio 1821 da Sir John Soane, la quale è esposta al Museo Soane. Nel 1788 Lord Carysfort commissionò una terza copia da presentare al principe Grigorij Aleksandrovič Potëmkin, che oggi si trova esposta al Museo dell'Ermitage di San Pietroburgo.